# Osmia rufa
Osmia rufa u Osmia bicornis, conocida comúnmente como la abeja constructora roja, es una especie de himenóptero de la familia de los megaquílidos. Su epíteto específico (rufa) significa que es de color rojo. No son abejas agresivas y solo pican si se las estrecha fuertemente entre los dedos

## Características

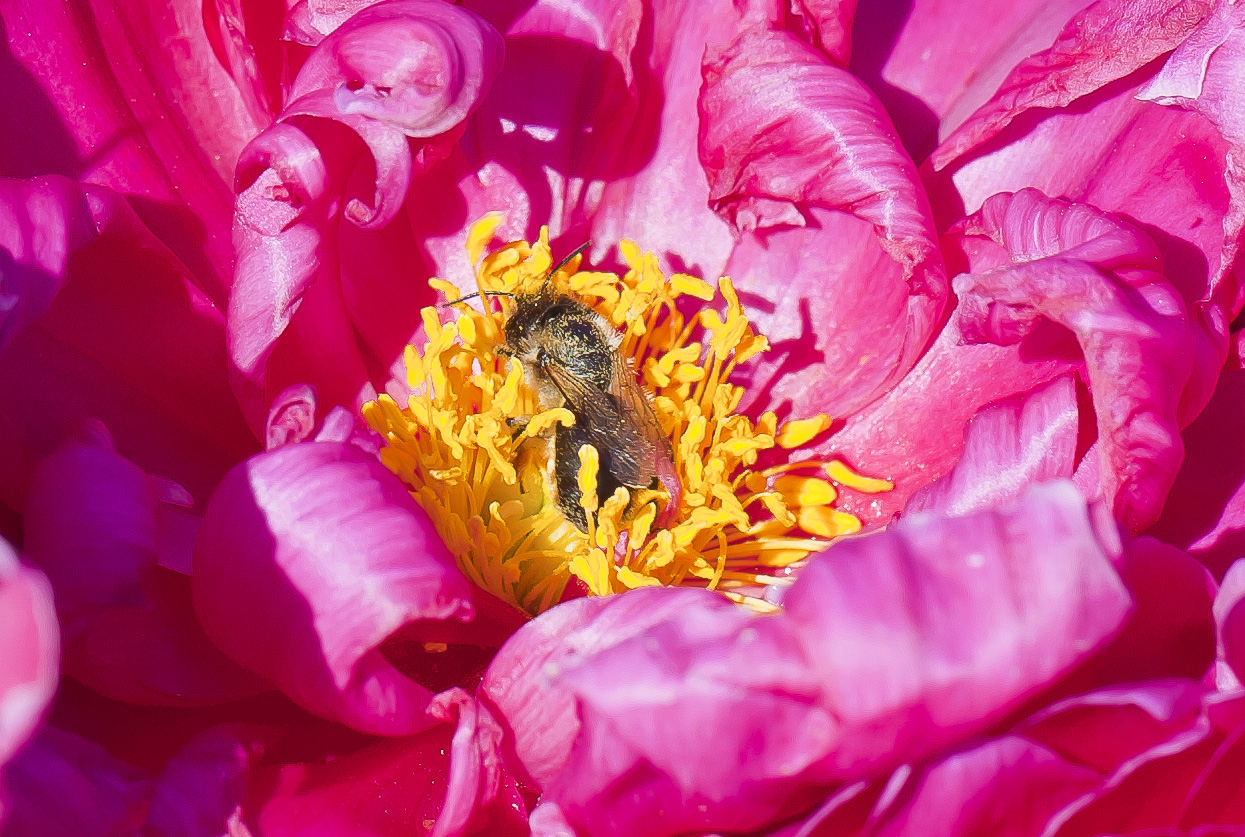
Abeja constructora roja en una flor peoniácea.

Está cubierta de abundante pilosidade. La hembra es más grande que el macho y tiene dos grandes cuernos en la cabeza (de donde proviene el nombre de su sinónimo, Osmia bicornis). El aguijón de las hembras es mucho más pequeño que el de las abejas de la miel o el de las avispas.
Osmia rufa es más activa durante la primavera y el principio del verano. Hace nidos en agujeros preexistentes incluso en los agujeros de la cerradura de las puertas. Viven en grupos y alimentan sus larvas almacenando polen y pequeñas cantidades de néctar.
Osmia rufa es un excelente insecto polinizador, particularmente en los manzanos, por eso tiene importancia en la agricultura.

## Distribución
La especie Osmia rufa se distribuye por Europa y además en el norte de África, Turquía e Irán.